# 丁覧
丁 覧（てい らん、生没年不詳）は、中国後漢末期から三国時代の呉の政治家。字は孝連。揚州会稽郡山陰県の人。子は丁固。孫は丁弥。曾孫は丁潭。玄孫は丁話。

## 生涯
8歳の頃に父を失い、有力な後ろ盾もない家柄であったが、清廉に身を持して行いに気をつけ、つねに熟考の後に行動を取った。財産を従弟に譲ったことから、道義を守って財を貪らぬと称賛された。
のちに郡の役所に出仕して功曹まで昇進した。虞翻は、丁覧や徐陵がまだ世間の人から認められておらぬ境遇の時に、一度会っただけですぐさま友人としての交わりを結び、やがて丁覧や徐陵の名が人々の間に知られるよう守り立てたという。
のちに始平県令の任にあてられた。細かい気配りができ清潔な性格であって、その家につまらぬ人物が客としてやってくることがなかった。孫権は丁覧を鄭重に遇したが、まだ抜擢して官に用いずにいるうちに、丁覧は病気のために病死した。孫権はそれを痛惜し、丁覧の一族の者たちに特別の待遇を与えたという。
のちに徐陵が亡くなったとき、徐陵の小作人や田畑が他人に奪われるということがあった。その時、駱統は徐陵の遺族のために訴訟を起こし、既に亡くなっていた丁覧や卜静の遺族に与えられたと同様の優遇を与えてほしいと孫権に願い出ると、孫権はそれを許可した。このことから、丁覧は黄武7年（228年）以前に亡くなっていることがわかる。